# IAAF Diamond League 2012
La IAAF Diamond League 2012 (o semplicemente Diamond League 2012) è la terza edizione della Diamond League, serie di meeting internazionali di atletica leggera organizzata annualmente dalla IAAF. È iniziata l'11 maggio e terminerà il 7 settembre; prevede la presenza di 14 tappe in 11 diversi stati situati in 3 differenti continenti.

## I meeting
Il programma prevede lo svolgimento di quattordici meeting, tutti di un singolo giorno eccetto il London Grand Prix, che si svolge su due giorni consecutivi.
| #  | Data         | Meeting                    | Stadio                         | Città       | Resoconto |
| -- | ------------ | -------------------------- | ------------------------------ | ----------- | --------- |
| 1  | 11 maggio    | Doha Diamond League        | Stadio Qatar SC                | Doha        | Resoconto |
| 2  | 19 maggio    | Shanghai Golden Grand Prix | Stadio di Shanghai             | Shanghai    | Resoconto |
| 3  | 31 maggio    | Golden Gala                | Stadio Olimpico                | Roma        | Resoconto |
| 4  | 2 giugno     | Prefontaine Classic        | Hayward Field                  | Eugene      | Resoconto |
| 5  | 7 giugno     | Bislett Games              | Bislett Stadion                | Oslo        | Resoconto |
| 6  | 9 giugno     | Adidas Grand Prix          | Icahn Stadium                  | New York    | Resoconto |
| 7  | 6 luglio     | Meeting Areva              | Stade de France                | Saint-Denis | Resoconto |
| 8  | 13-14 luglio | London Grand Prix          | Crystal Palace                 | Londra      | Resoconto |
| 9  | 20 luglio    | Herculis                   | Stadio Louis II                | Monaco      | resoconto |
| 10 | 17 agosto    | DN Galan                   | Olympiastadion                 | Stoccolma   | Resoconto |
| 11 | 23 agosto    | Athletissima               | Stade Olympique de la Pontaise | Losanna     | Resoconto |
| 12 | 26 agosto    | Birmingham Grand Prix      | Alexander Stadium              | Birmingham  | Resoconto |
| 13 | 30 agosto    | Weltklasse Zürich          | Stadio Letzigrund              | Zurigo      | Resoconto |
| 14 | 7 settembre  | Memorial Van Damme         | Stadio Re Baldovino            | Bruxelles   | Resoconto |

## Programma gare
Come da formula della Diamond League, in ogni meeting si disputano tutte le gare in concorso per il jackpot di specialità, alcune in campo maschile e altre in campo femminile, con una regola di alternanza fra due meeting consecutivi. L'unica eccezione riguarda il meeting di Londra, che si svolge su due giorni e prevede un programma completo. Di seguito i vincitori delle diverse tappe.
| Corse Diamond Race |       |       |       |       |                 |                 |          |          |              |
| Uomini             | 100 m | 200 m | 400 m | 800 m | 1500 m / Miglio | 5000 m / 3000 m | 110 m hs | 400 m hs | 3000 m siepi |
| Donne              | 100 m | 200 m | 400 m | 800 m | 1500 m          | 5000 m / 3000 m | 100 m hs | 400 m hs | 3000 m siepi |

| Concorsi Diamond Race |               |                  |                |              |                |                  |                        |
| Uomini                | Salto in alto | Salto con l'asta | Salto in lungo | Salto triplo | Getto del peso | Lancio del disco | Lancio del giavellotto |
| Donne                 | Salto in alto | Salto con l'asta | Salto in lungo | Salto triplo | Getto del peso | Lancio del disco | Lancio del giavellotto |

### Uomini

#### Corse
| Corse     |            |                               |                        |                       |                          |                              |                            |                                   |                       |                                |
| #         | Meeting    | 100 m                         | 200 m                  | 400 m                 | 800 m                    | 1 500 m / Miglio             | 5 000 m / 3 000 m          | 110 m hs                          | 400 m hs              | 3 000 m siepi                  |
| 1         | Doha       | –                             | Walter Dix 20.02       | LaShawn Merritt 44.19 | –                        | Silas Kiplagat 3'29.63       | –                          | –                                 | –                     | Paul Kipsiele Koech 7'56.58    |
| 2         | Shanghai   | Asafa Powell 10.02 (-0.4 m/s) | –                      | –                     | Leonard Kosencha 1'46.04 | –                            | Hagos Gebrhiwet 13'11.00   | Liu Xiang 12.97 (+0.4 m/s)        | Angelo Taylor 48.98   | –                              |
| 3         | Roma       | Usain Bolt 9.76 (-0.1 m/s)    | –                      | –                     | –                        | –                            | –                          | –                                 | Javier Culson 48.18   | Paul Kipsiele Koech 7'54.31    |
| 4         | Eugene     | –                             | Wallace Spearmon 20.27 | LaShawn Merritt 44.91 | Abubaker Kaki 1'43.71    | Asbel Kiprop 3'49.40         | Mo Farah 12'56.98          | Liu Xiang 12.87 (+2.4 m/s)        | –                     | –                              |
| 5         | Oslo       | Usain Bolt 9.79 (+0.6 m/s)    | –                      | –                     | –                        | Asbel Kiprop 3'49.22         | Dejen Gebremeskel 12'58.92 | –                                 | Javier Culson 47.92   | –                              |
| 6         | New York   | –                             | Churandy Martina 19.94 | Luguelín Santos 45.24 | David Rudisha 1'41.74    | –                            | –                          | Jason Richardson 13.18 (+0.9 m/s) | –                     | –                              |
| 7         | Parigi     | Tyson Gay 9.99 (0.0 m/s)      | –                      | –                     | David Rudisha 1'41.54    | –                            | Dejen Gebremeskel 12'46.81 | –                                 | Javier Culson 47.78   | Paul Kipsiele Koech 8'00.57    |
| 8         | Londra     | Tyson Gay 10.03 (-1.2 m/s)    | –                      | –                     | Adam Kszczot 1'44.49     | –                            | Mo Farah 13'06.04          | –                                 | Javier Culson 47.78   | –                              |
| 9         | Montecarlo | –                             | Nickel Ashmeade 20.02  | Jonathan Borlée 44.74 | –                        | Asbel Kiprop 3'28.88         | –                          | Aries Merritt 12.93 (0.0 m/s)     | –                     | Conselus Kipruto 8'03.49       |
| 10        | Stoccolma  | Ryan Bailey 9.93 (+0.7 m/s)   | –                      | –                     | Mohammed Aman 1'43.56    | –                            | Isiah Koech 7'30.43        | –                                 | Michael Tinsley 48.50 | –                              |
| 11        | Losanna    | –                             | Usain Bolt 19.58       | Kirani James 44.37    | –                        | Silas Kiplagat 3'31.78       | –                          | Jason Richardson 13.08 (-0.6 m/s) | –                     | Paul Kipsiele Koech 8'05.80    |
| 12        | Birmingham | –                             | Nickel Ashmeade 20.12  | Angelo Taylor 44.93   | –                        | Mekonnen Gebremedhin 3'34.80 | –                          | Aries Merritt 12.95 (-0.9 m/s)    | –                     | Jairus Kipchoge Birech 8'20.27 |
| 13        | Zurigo     | –                             | Usain Bolt 19.66       | –                     | Mohammed Aman 1'42.53    | –                            | Isiah Koech 12'58.98       | –                                 | Angelo Taylor 48.29   | –                              |
| 14        | Bruxelles  | Usain Bolt 9.86 (+0.3 m/s)    | –                      | Kévin Borlée 44.75    | –                        | Silas Kiplagat 3'31.98       | –                          | Aries Merritt 12.80 (+0.3 m/s)    | –                     | Brimin Kiprop Kipruto 8'03.11  |
|           |            |                               |                        |                       |                          |                              |                            |                                   |                       |                                |
| Vincitore | Vincitore  | Usain Bolt                    | Nickel Ashmeade        | Kévin Borlée          | Mohammed Aman            | Silas Kiplagat               | Isiah Koech                | Aries Merritt                     | Javier Culson         | Paul Kipsiele Koech            |

### Concorsi
| Concorsi  |            |                                |                          |                                     |                                     |                         |                           |                              |  |  |
| #         | Meeting    | Alto                           | Asta                     | Lungo                               | Triplo                              | Peso                    | Disco                     | Giavellotto                  |  |  |
| 1         | Doha       | Dimitrios Chondrokoukis 2.32 m | –                        | Aleksandr Men'kov 8.22 m (+1.6 m/s) | –                                   | –                       | Piotr Małachowski 67.53 m | –                            |  |  |
| 2         | Shanghai   | –                              | Yansheng Yang 5.65 m     | –                                   | Phillips Idowu 17.27 m (+0.7 m/s)   | Reese Hoffa 20.98 m     | –                         | Vítězslav Veselý 85.40 m     |  |  |
| 3         | Roma       | Robert Grabarz 2.33 m          | Renaud Lavillenie 5.82 m | Greg Rutherford 8.32 m (0.0 m/s)    | –                                   | –                       | Ehsan Hadadi 66.73 m      | –                            |  |  |
| 4         | Eugene     | –                              | –                        | –                                   | Christian Taylor 17.62 m (+1.9 m/s) | Reese Hoffa 21.81 m     | –                         | Vadims Vasilevskis 84.65 m   |  |  |
| 5         | Oslo       | –                              | Renaud Lavillenie 5.82 m | –                                   | Lyukman Adams 17.09 m (-0.6 m/s)    | Tomasz Majewski 21.36 m | –                         | Vítězslav Veselý 88.11 m     |  |  |
| 6         | New York   | Jesse Williams 2.36 m          | –                        | Mitchell Watt 8.16 m (+1.6 m/s)     | –                                   | –                       | Zoltán Kővágó 66.36 m     | –                            |  |  |
| 7         | Parigi     | –                              | Renaud Lavillenie 5.77 m | –                                   | Leevan Sands 17.23 m (0.0 m/s)      | Dylan Armstrong 20.54 m | –                         | Oleksandr Pyatnytsya 85.67 m |  |  |
| 8         | Londra     | –                              | Björn Otto 5.74 m        | Mitchell Watt 8.28 m (+1.0 m/s)     | Christian Taylor 17.41 m (-0.2 m/s) | Reese Hoffa 21.34 m     | Gerd Kanter 64.85 m       | –                            |  |  |
| 9         | Montecarlo | Jesse Williams 2.33 m          | –                        | Irving Saladino 8.16 m (-0.2 m/s)   | –                                   | –                       | –                         | Oleksandr Pyatnytsya 82.85 m |  |  |
| 10        | Stoccolma  | –                              | –                        | –                                   | Christian Taylor 17.11 m (0.0 m/s)  | Reese Hoffa 21.24 m     | –                         | Tero Pitkämäki 86.98 m       |  |  |
| 11        | Losanna    | Moutaz Essa Barshim 2.39 m     | Renaud Lavillenie 5.80 m | –                                   | –                                   | –                       | Gerd Kanter 65.79 m       | –                            |  |  |
| 12        | Birmingham | Robert Grabarz 2.32 m          | –                        | Aleksandr Men'kov 8.18 m (+0.7 m/s) | –                                   | –                       | Robert Harting 66.64 m    | –                            |  |  |
| 13        | Zurigo     | Ivan Ukhov 2.31 m              | Renaud Lavillenie 5.70 m | –                                   | Fabrizio Donato 17.29 m (+1.6 m/s)  | Reese Hoffa 21.64 m     | –                         | Tero Pitkämäki 85.27 m       |  |  |
| 14        | Bruxelles  | –                              | –                        | Aleksandr Men'kov 8.29 m (-0.5 m/s) | –                                   | –                       | Gerd Kanter 66.84 m       | –                            |  |  |
|           |            |                                |                          |                                     |                                     |                         |                           |                              |  |  |
| Vincitore | Vincitore  | Robert Grabarz                 | Renaud Lavillenie        | Aleksandr Men'kov                   | Christian Taylor                    | Reese Hoffa             | Gerd Kanter               | Vítězslav Veselý             |  |  |

     Prestazione che stabilisce il nuovo record del meeting

### Donne

#### Corse
| Corse     |            |                                    |                               |                              |                            |                                |                           |                                         |                              |                           |
| #         | Meeting    | 100 m                              | 200 m                         | 400 m                        | 800 m                      | 1 500 m / Miglio               | 5 000 m / 3 000 m         | 100 m hs                                | 400 m hs                     | 3 000 m siepi             |
| 1         | Doha       | Allyson Felix 10.92 (+0.7 m/s)     | –                             | –                            | Pamela Jelimo 1'56.94      | –                              | Vivian Cheruiyot 8'46.44  | Brigitte Foster-Hylton 12.60 (+0.1 m/s) | Melaine Walker 54.62         | –                         |
| 2         | Shanghai   | –                                  | Veronica Campbell-Brown 22.50 | Novlene Williams-Mills 50.00 | –                          | Genzebe Dibaba 3'57.77         | –                         | –                                       | –                            | Milcah Chemos 9'15.81     |
| 3         | Roma       | Murielle Ahouré 11.00 (0.0 m/s)    | –                             | –                            | Fantu Magiso 1'57.56       | Abeba Aregawi 3'56.54          | Vivian Cheruiyot 14'35.62 | Dawn Harper 12.66 (-0.1 m/s)            | Kaliese Spencer 54.39        | –                         |
| 4         | Eugene     | –                                  | Allyson Felix 22.23           | Sanya Richards-Ross 49.39    | –                          | –                              | –                         | –                                       | –                            | Milcah Chemos 9'13.69     |
| 5         | Oslo       | –                                  | Murielle Ahouré 22.42         | Amantle Montsho 49.68        | –                          | Abeba Aregawi 4'02.42          | –                         | Sally Pearson 12.49 (+0.7 m/s)          | –                            | Milcah Chemos 9'07.14     |
| 6         | New York   | Shelly-Ann Fraser 10.92 (-0.1 m/s) | –                             | –                            | Fantu Magiso 1'57.48       | –                              | Tirunesh Dibaba 14'50.80  | –                                       | T'erea Brown 54.85           | –                         |
| 7         | Parigi     | –                                  | Murielle Ahouré 22.55         | Amantle Montsho 49.77        | –                          | Mariem Alaoui Selsouli 3'56.15 | –                         | Sally Pearson 12.40 (0.0 m/s)           | –                            | Habiba Ghribi 9'28.81     |
| 8         | Londra     | –                                  | Charonda Williams 22.75       | Christine Ohuruogu 50.42     | –                          | Maryam Yusuf Jamal 4'06.78     | –                         | Kellie Wells 12.57 (+0.6 m/s)           | –                            | Ancuta Bobocel 9'27.24    |
| 9         | Montecarlo | Blessing Okagbare 10.96 (0.0 m/s)  | –                             | –                            | Yelena Kofanova 1'58.41    | –                              | Mercy Cherono 8'38.51     | –                                       | Zuzana Hejnová 54.12         | –                         |
| 10        | Stoccolma  | –                                  | Charonda Williams 22.82       | Sanya Richards-Ross 49.89    | –                          | Maryam Yusuf Jamal 4'01.19     | –                         | Dawn Harper 12.65 (+0.5 m/s)            | –                            | Yuliya Zaripova 9'05.02   |
| 11        | Losanna    | Carmelita Jeter 10.86 (-0.1 m/s)   | –                             | –                            | Pamela Jelimo 1'57.59      | –                              | Mercy Cherono 8'40.59     | –                                       | Dawn Harper 12.43 (+0.5 m/s) | –                         |
| 12        | Birmingham | Carmelita Jeter 10.81 (+0.7 m/s)   | –                             | –                            | Mariya Savinova 2'00.40    | –                              | Mercy Cherono 8'41.21     | –                                       | Kaliese Spencer 53.78        | –                         |
| 13        | Zurigo     | Shelly-Ann Fraser 10.83 (-0.4 m/s) | –                             | Sanya Richards-Ross 50.21    | –                          | Abeba Aregawi 4'05.29          | –                         | Dawn Harper 12.59 (+0.3 m/s)            | –                            | Etenesh Diro Neda 9'24.97 |
| 14        | Bruxelles  | –                                  | Myriam Soumaré 22.63          | –                            | Francine Niyonsaba 1'56.59 | –                              | Vivian Cheruiyot 14'46.01 | –                                       | Kaliese Spencer 53.69        | –                         |
|           |            |                                    |                               |                              |                            |                                |                           |                                         |                              |                           |
| Vincitore | Vincitore  | Shelly-Ann Fraser                  | Charonda Williams             | Amantle Montsho              | Pamela Jelimo              | Abeba Aregawi                  | Vivian Cheruiyot          | Dawn Harper                             | Kaliese Spencer              | Milcah Chemos Cheywa      |

### Concorsi
| Concorsi  |            |                          |                             |                                        |                                      |                            |                         |                           |  |  |
| #         | Meeting    | Alto                     | Asta                        | Lungo                                  | Triplo                               | Peso                       | Disco                   | Giavellotto               |  |  |
| 1         | Doha       | –                        | Anastasiya Savchenko 4.57 m | –                                      | Olga Rypakova 14.33 m (+0.5 m/s)     | Nadezhda Ostapchuk 20.53 m | –                       | Mariya Abakumova 66.86 m  |  |  |
| 2         | Shanghai   | Chaunté Lowe 1.92 m      | –                           | Janay DeLoach Soukup 6.73 m (-0.8 m/s) | –                                    | –                          | Sandra Perković 68.24 m | –                         |  |  |
| 3         | Roma       | –                        | –                           | –                                      | Olha Saladukha 14.75 m (+0.1 m/s)    | Valerie Adams 21.03 m      | –                       | Barbora Špotáková 68.65 m |  |  |
| 4         | Eugene     | Anna Chicherova 2.02 m   | Fabiana Murer 4.63 m        | Shara Proctor 6.84 m (+1.6 m/s)        | –                                    | –                          | Sandra Perković 66.92 m | –                         |  |  |
| 5         | Oslo       | Chaunté Lowe 1.97 m      | –                           | Olga Kucherenko 6.96 m (+2.6 m/s)      | –                                    | –                          | Sandra Perković 64.89 m | –                         |  |  |
| 6         | New York   | –                        | Fabiana Murer 4.77 m        | –                                      | Olga Rypakova 14.71 m (-0.9 m/s)     | Valerie Adams 20.60 m      | –                       | Sunette Viljoen 69.35 m   |  |  |
| 7         | Parigi     | Chaunté Lowe 1.97 m      | –                           | Elena Sokolova 6.70 m (+0.3 m/s)       | –                                    | –                          | Dani Samuels 61.81 m    | –                         |  |  |
| 8         | Londra     | Chaunté Lowe 2.00 m      | –                           | –                                      | –                                    | –                          | –                       | Goldie Sayers 66.17 m     |  |  |
| 9         | Montecarlo | –                        | Silke Spiegelburg 4.82 m    | –                                      | Caterine Ibargüen 14.85 m (-0.1 m/s) | –                          | Sandra Perković 65.29 m | –                         |  |  |
| 10        | Stoccolma  | Anna Chicherova 2.00 m   | Yarisley Silva 4.70 m       | Elena Sokolova 6.82 m (0.0 m/s)        | –                                    | Valerie Adams 20.26 m      | Sandra Perković 68.77 m | –                         |  |  |
| 11        | Losanna    | –                        | –                           | Elena Sokolova 6.89 m (-0.1 m/s)       | Olga Rypakova 14.68 m (-0.6 m/s)     | Valerie Adams 20.95 m      | –                       | Barbora Špotáková 67.19 m |  |  |
| 12        | Birmingham | –                        | Jennifer Suhr 4.65 m        | –                                      | Olha Saladukha 14.40 m (+0.3 m/s)    | Valerie Adams 20.52 m      | –                       | Barbora Špotáková 66.08 m |  |  |
| 13        | Zurigo     | –                        | –                           | Elena Sokolova 6.92 m (+0.5 m/s)       | –                                    | Valerie Adams 20.81 m      | Sandra Perković 63.97 m | –                         |  |  |
| 14        | Bruxelles  | Svetlana Shkolina 2.00 m | Silke Spiegelburg 4.75 m    | –                                      | Olga Rypakova 14.72 m (+0.4 m/s)     | –                          | –                       | Barbora Špotáková 66.91 m |  |  |
|           |            |                          |                             |                                        |                                      |                            |                         |                           |  |  |
| Vincitore | Vincitore  | Chaunté Lowe             | Silke Spiegelburg           | Elena Sokolova                         | Olga Rypakova                        | Valerie Adams              | Sandra Perković         | Barbora Špotáková         |  |  |

     Prestazione che stabilisce il nuovo record del meeting

## Risultati
Al termine della manifestazione, il vincitore di ogni classifica di specialità riceve un premio di 40.000 dollari e uno spettacolare trofeo a forma di diamante creato da Beyer, uno degli storici e più prestigiosi gioiellieri a livello mondiale.

### Maschili
| Specialità                        |                       | Punti | 2º classificato        | Punti | 3º classificato         | Punti |
| Corse piane                       |                       |       |                        |       |                         |       |
| 100 m (dettagli)                  | Usain Bolt            | 16    | Nesta Carter           | 8     | Ryan Bailey             | 6     |
| 200 m (dettagli)                  | Nickel Ashmeade       | 15    | Usain Bolt             | 12    | Churandy Martina        | 12    |
| 400 m (dettagli)                  | Kévin Borlée          | 10    | Luguelín Santos        | 10    | Jonathan Borlée         | 9     |
| 800 m (dettagli)                  | Mohammed Aman         | 14    | David Rudisha          | 12    | Leonard Kirwa Kosencha  | 6     |
| 1500 m (dettagli)                 | Silas Kiplagat        | 16    | Asbel Kiprop           | 14    | Mekonnen Gebremedhin    | 13    |
| 5000 m (dettagli)                 | Isiah Kiplangat Koech | 15    | Dejen Gebremeskel      | 8     | Thomas Pkemei Longosiwa | 6     |
| Corse a ostacoli                  |                       |       |                        |       |                         |       |
| 110 m hs (dettagli)               | Aries Merritt         | 18    | Jason Richardson       | 18    | David Oliver            | 5     |
| 400 m hs (dettagli)               | Javier Culson         | 16    | Angelo Taylor          | 13    | Michael Tinsley         | 4     |
| 3000 m siepi (dettagli)           | Paul Kipsiele Koech   | 20    | Brimin Kiprop Kipruto  | 10    | Conselus Kipruto        | 8     |
| Salti                             |                       |       |                        |       |                         |       |
| Salto in alto (dettagli)          | Robert Grabarz        | 17    | Jesse Williams         | 12    | Ivan Ukhov              | 12    |
| Salto con l'asta (dettagli)       | Renaud Lavillenie     | 24    | Björn Otto             | 11    | Malte Mohr              | 6     |
| Salto in lungo (dettagli)         | Aleksandr Men'kov     | 17    | Godfrey Khotso Mokoena | 7     | Sergey Morgunov         | 4     |
| Salto triplo (dettagli)           | Christian Taylor      | 19    | Fabrizio Donato        | 8     | Shery El Sheryf         | 3     |
| Lanci                             |                       |       |                        |       |                         |       |
| Getto del peso (dettagli)         | Reese Hoffa           | 24    | Tomasz Majewski        | 12    | Dylan Armstrong         | 10    |
| Lancio del disco (dettagli)       | Gerd Kanter           | 19    | Virgilijus Alekna      | 7     | Martin Wierig           | 4     |
| Lancio del giavellotto (dettagli) | Vítězslav Veselý      | 14    | Tero Pitkämäki         | 12    | Oleksandr Pyatnytsya    | 11    |

### Femminili
| Specialità                        |                         | Punti | 2º classificato      | Punti | 3º classificato      | Punti |
| Corse piane                       |                         |       |                      |       |                      |       |
| 100 m (dettagli)                  | Shelly-Ann Fraser-Pryce | 19    | Carmelita Jeter      | 13    | Allyson Felix        | 6     |
| 200 m (dettagli)                  | Charonda Williams       | 12    | Myriam Soumaré       | 8     | Anneisha Mclaughlin  | 6     |
| 400 m (dettagli)                  | Amantle Montsho         | 20    | Sanya Richards-Ross  | 16    | Christine Ohuruogu   | 5     |
| 800 m (dettagli)                  | Pamela Jelimo           | 16    | Francine Niyonsaba   | 10    | Mariya Savinova      | 9     |
| 1500 m (dettagli)                 | Abeba Aregawi           | 21    | Maryam Yusuf Jamal   | 8     | Mercy Cherono        | 4     |
| 5000 m (dettagli)                 | Vivian Cheruiyot        | 18    | Mercy Cherono        | 16    | Sylvia Jebiwot Kibet | 5     |
| Corse a ostacoli                  |                         |       |                      |       |                      |       |
| 100 m hs (dettagli)               | Dawn Harper             | 16    | Kellie Wells         | 12    | Queen Harrison       | 4     |
| 400 m hs (dettagli)               | Kaliese Spencer         | 24    | Perri Shakes-Drayton | 8     | Zuzana Hejnová       | 7     |
| 3000 m siepi (dettagli)           | Milcah Chemos Cheywa    | 12    | Etenesh Diro Neda    | 9     | Sofia Assefa         | 7     |
| Salti                             |                         |       |                      |       |                      |       |
| Salto in alto (dettagli)          | Chaunté Lowe            | 17    | Anna Chicherova      | 13    | Svetlana Shkolina    | 12    |
| Salto con l'asta (dettagli)       | Silke Spiegelburg       | 16    | Fabiana Murer        | 14    | Yarisley Silva       | 12    |
| Salto in lungo (dettagli)         | Elena Sokolova          | 22    | Shara Proctor        | 8     | Janay DeLoach Soukup | 8     |
| Salto triplo (dettagli)           | Olga Rypakova           | 24    | Olha Saladukha       | 14    | Kimberly Williams    | 6     |
| Lanci                             |                         |       |                      |       |                      |       |
| Getto del peso (dettagli)         | Valerie Adams           | 28    | Michelle Carter      | 9     | Cleopatra Borel      | 3     |
| Lancio del disco (dettagli)       | Sandra Perković         | 30    | Yarelis Barrios      | 6     | Nadine Müller        | 5     |
| Lancio del giavellotto (dettagli) | Barbora Špotáková       | 26    | Sunette Viljoen      | 11    | Mariya Abakumova     | 6     |